# Albert White (ciclista)
George Albert White (Brigg, 19 febbraio 1890 – Scunthorpe, 1º marzo 1965) è stato un pistard britannico.

## Palmarès

### Olimpiadi
- Argento a Anversa 1920 nell'inseguimento a squadre.